# Attila Kaszás
Attila Kaszás (Šaľa, 16 de març de 1960 - Budapest, 23 de març de 2007) va ser un actor hongarés originari d'Eslovàquia.

## Biografia
Nascut a Šaľa, a l'antiga Txecoslovàquia, va passar la infància a Vlčany, on el pare i la mare ensenyaven a l'escola local. Va cursar els estudis secundaris en l'institut Selye János de Komárno, un dels centres d'educació secundària hongaresa més importants d'Eslovàquia. El 1979 es va traslladar a Budapest; en l'Escola Superior de Teatre i Cinema va ser alumne d'István Horvai i Dezső Kapás, i s'hi va graduar el 1983. A partir del 1984, va formar part de la companyia Vígszínház (Teatre de la Comèdia) durant quinze anys, i després va ser actor independent durant quatre anys. Membre del Teatre Nacional des de l'any 2003, va actuar també al Teatre Katona József, al Új Színház (Teatre Nou), al Rock Színház i al Kamaraszínház (Teatre de Cambra) de Budapest, i així mateix a Győr, a Kecskemét, a Sopron i a Szeged. Va obtenir el seu primer èxit important l'any 1990, amb la interpretació de Leonci en la comèdia Leonci i Lena de Georg Büchner, per la qual va rebre el premi a la millor interpretació masculina en la Trobada Nacional de Teatre. En el transcurs de la seua carrera, va interpretar el paper principal en una cinquantena d'obres teatrals i pel·lícules de televisió i de cinema, i gràcies a la seua sensibilitat musical i les seues habilitats vocals, va excel·lir també en les actuacions en moltes obres d'aquest gènere. El 19 de març de 2007 es va desmaiar de sobte a punt de començar la representació de l'obra Tizenkét dühös ember, en la qual havia de fer el paper del jurat número 4. Va ser traslladat, reanimant-lo en l'ambulància, a la unitat de cures intensives de l'Institut Nacional de Neurocirurgia, on li van diagnosticar un ictus. Després de quatre dies en coma, va morir el 23 de març a les 19:40 h. Va ser incinerat, i la seua cendra escampada pel Danubi.

## Vida privada
Després de divuit anys de matrimoni amb l'actriu Enikő Eszenyi, de qui es va divorciar el 2001, i d'una relació de cinc anys amb l'actriu i cantant Edit Balázsovits, es va casar per segona vegada. D'aquest segon matrimoni van nàixer el seu fill, Jancsi, el juny de 2006, i la seua filla, Luca, el desembre de 2007, quan ell feia nou mesos que havia mort.

## Filmografia
- Fehér rozsda (Rovell blanc, 1982) - TV
- Macbeth (1982)
- Cha-Cha-Cha (1982)
- Az élet muzsikája (La música de la vida, 1984)
- Boszorkányszombat (Halloween, 1984)
- Napló Gyermekeimnek (Diari per als meus fills, 1984)
- Hány az óra, Vekker úr? (Quina hora és, senyor Vekker?, 1985)
- A Másik ember (L'altre home, 1987)
- Nyolc évszak (Vuit estacions, 1987) - minisèrie TV
- Zuhanás közben (La caiguda, 1987)
- Titánia, Titánia, avagy a dublörök éjszakája (Titània, Titània, o la nit de les acrobàcies, 1988)
- Hét akasztott (Set penjats, 1988)
- Tükörgömb (Bola d'espills, 1990)
- Zenés TV színház (Teatre musical TV, 1990)
- Isten hátrafelé megy (Déu va arrere, 1991)
- Édes Emma, drága Böbe (Dolça Emma, estimada Böbe, 1992)
- Prinzenbad (film alemany) (1993)
- Patika (Farmàcia, 1994–1995) Sèrie TV
- Érzékek iskolája (Escola dels sentits, 1996)
- Üvegtigris (Tigre de vidre, 2001)
- A Hídember (El Bridgeman, 2002)
- Hukkle (Huckleberry, 2002)
- Egy hét Pesten és Budán (Una setmana a Pest i Buda, 2003)
- Üvegfal (Mur de vidre, 2003)
- Sértett (Ofés, 2003)
- Kútfejek (Poalanques, 2006)
- Indián nyár (Estiu indi, 2006) - TV
- Árpád népe (La gent d'Árpád, 2006) - TV
- 56 csepp vér (56 gotes de sang, 2007)
- A Kísértés (La temptació,2007) - TV

## Premis i reconeixements
- Premi Hegedűs Gyula 1988
- Premi Jászai Mari 1990
- Premi de la Trobada Nacional de Teatre a la millor interpretació masculina 1990
- Premi Ajtay Andor 1992
- Premi Ruttkai Éva 1992
- Premi Súgó Csiga 2005
- Premi Budai 2006
- Premi Patrimoni Hongarés 2014 (pòstum).[4]

El 2008, es va erigir una estàtua en memòria seua, obra de l'escultor Péter Gáspár, davant de l'edifici del Teatre Jókai, a Komárno.
L'associació d'estudiants hongaresos d'Eslovàquia que estudien a Budapest s'anomena Cercle d'Estudiants Attila Kaszás en honor d'ell.